# 香坂信之
香坂 信之（こうさか のぶゆき、1930年10月10日 -1992年3月21日）は、元讀賣テレビ放送チーフプロデューサー、ディレクター。広島県出身。

## 経歴・人物
日本大学藝術学部卒業。
1980年から1992年までの12年間、読売テレビ中心で製作された「木曜ゴールデンドラマ」の枠にて、浜木綿子主演の"嫁姑"ものなど最多の108本を演出。
ドラマの世界には現在も「早撮りの香坂」という神話がある。1本を3日で撮った、その3日が自慢で、バレリーナだった妻のお供でモスクワに行った折りに当地の高名な大学教授に撮影日数を聞かれ、待ってましたと「3日です!」と答えたら、妻に思いっきり向こうづねを蹴られてついつい「3ヶ月です」と訂正した、画面にマイクが映ってしまった際に「セリフを拾ってんだから当然だ!」と言ったなどである。早く撮ることで制作費が浮き、それは他の作品に回され、まわりは多くの恩恵を受けたと言われる。温かい人柄で脚本家・ディレクターの鶴橋康夫ら多くの門下を育てた。
役員待遇の現役チーフプロデューサー兼ディレクターだった1992年、61歳で死去。社葬が行われた。